# Proctolabus mexicanus
Proctolabus mexicanus är en insektsart som först beskrevs av Henri Saussure 1859.  Proctolabus mexicanus ingår i släktet Proctolabus och familjen gräshoppor. Inga underarter finns listade i Catalogue of Life.